# Nikołaj Markin
Nikołaj Grigoriewicz Markin (ros. Николай Григорьевич Маркин; ur. 21 maja 1893 w Gorodiszczach, zm. 1 października 1918 w okolicach wsi Piany Bor) – rosyjski marynarz, rewolucjonista, działacz partii bolszewickiej.

## Życiorys
Urodzony w guberni penzeńskiej, w rodzinie chłopskiej. Od 1914 roku marynarz Floty Bałtyckiej. Członek SDPRR(b) od 1916 roku. Po rewolucji lutowej członek Piotrogrodzkiej Rady Delegatów Robotniczych i Żołnierskich, delegat na I Ogólnorosyjski Zjazd Rady, na którym wybrany został członkiem OCKW. Był też członkiem Centrofłotu. Od kwietnia 1917 roku członek oddziału ochrony Lenina. Uczestnik rewolucji październikowej w Piotrogrodzie. W listopadzie 1917 roku został sekretarzem, a następnie inspektorem w Komisariacie Ludowym Spraw Zagranicznych. Na polecenie Komitetu Centralnego SDPRR(b) i Lenina przygotował publikację Zbiór tajnych dokumentów z archiwum byłego Ministerstwa Spraw Zagranicznych, w której ujawniono teksty ponad 100 dokumentów, demaskujących prawdziwą rolę rządów imperialistycznych w rozpętaniu I wojny światowej. 
Na początku czerwca 1918 roku został komisarzem do zleceń specjalnych w Komisariacie Ludowym Spraw Wojskowych i Marynarki z misją sformowania w Niżnym Nowogrodzie Wołżańskiej Flotylli Wojennej. W końcu sierpnia został zastępcą dowódcy tej flotylli i we wrześniu dowodził desantem pod Kazaniem. Poległ w bitwie pod Kamą.
Postać Markina pojawia się w serialu "Trocki" z 2017 roku (w tej roli Artiom Bystrow).